# Samtgemeinde Herzlake
La comunità amministrativa di Herzlake (Samtgemeinde Herzlake) si trova nel circondario dell'Emsland nella Bassa Sassonia, in Germania.

## Suddivisione
Comprende 3 comuni:
1. Dohren
2. Herzlake
3. Lähden

Il capoluogo è Herzlake.